# Leskovac (Petrovac)
Leskovac es un pueblo ubicado en la municipalidad de Petrovac, en el distrito de Braničevo, Serbia.

## Superficie
Posee una superficie de 7,133 kilómetros cuadrados.

## Demografía
Hasta 2011 la población era de 359 habitantes, con una densidad de población de 50,33 habitantes por kilómetro cuadrado.